# トルライフ・ハウグ

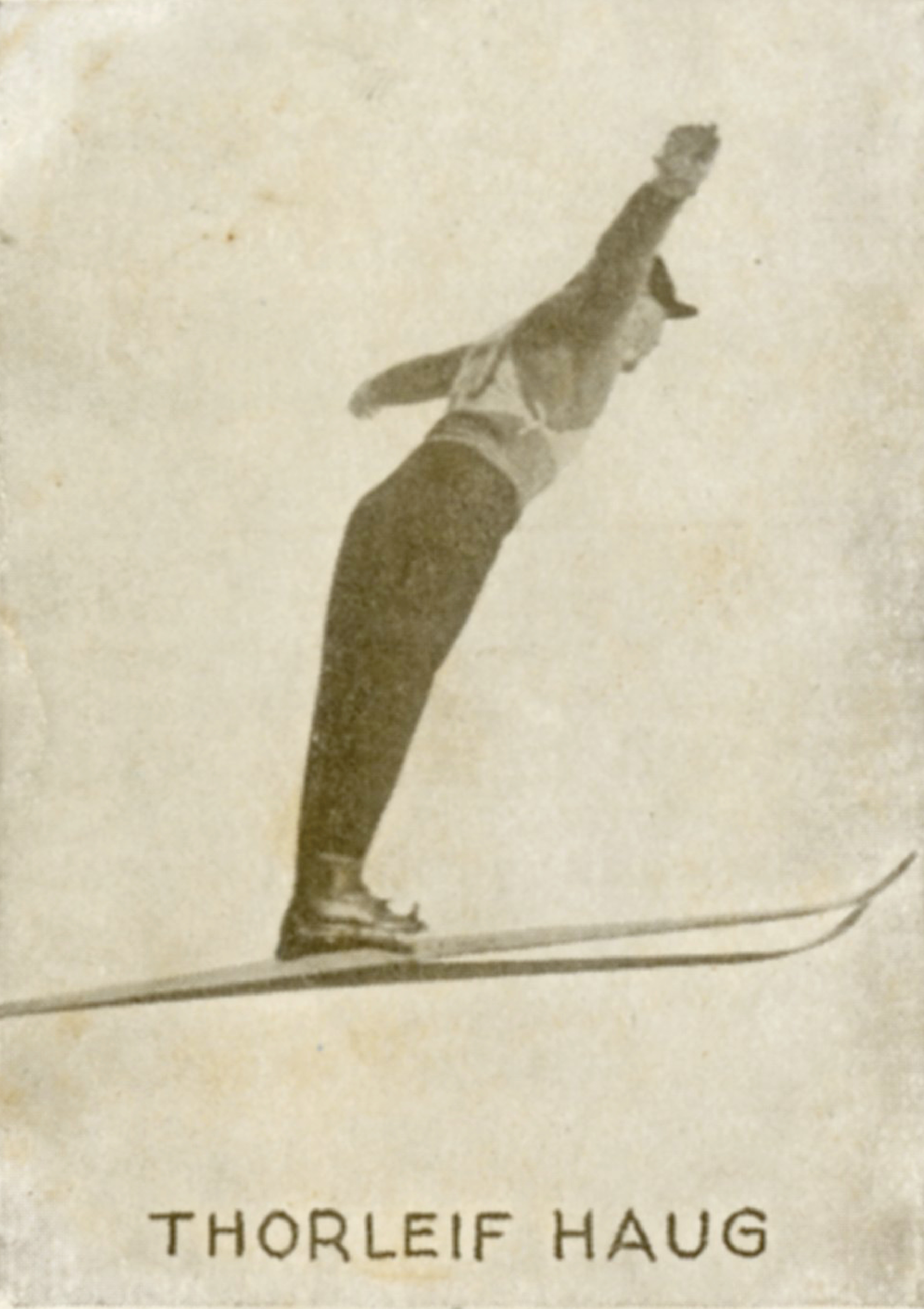

トルライフ・ハウグ（Thorleif Haug 、1894年9月28日 - 1934年12月12日)はノルウェーの元クロスカントリースキー、ノルディック複合、スキージャンプ選手。
1910-20年代にクロスカントリースキー、ノルディック複合で最強を誇り、1924年、フランス・シャモニーでの第1回冬季オリンピックでノルディックスキー4種目の内3種目で金メダルを獲得、スキージャンプでも銅メダルを獲得した。しかしこのスキージャンプでは50年後の1974年になって当時の成績に計算ミスが発見され、アメリカのアンダース・ハウゲンが3位、ハウグは4位となった。
加えて、ホルメンコーレンスキー大会のクロスカントリー50kmで史上最多6度の優勝（1918年から1921年まで4連覇、1923年1924年2連覇）、同ノルディック複合で3度優勝（1919年から1921年まで3連覇)している。1919年にはオットー・アーセン（ノルウェー）とともにホルメンコーレン・メダルを受賞している。
ハウグは1926年のノルディックスキー世界選手権(ラハティ) にてノルディック複合銀メダルを獲得している。
ハウグはブスケルー県ドランメン市とリエルの中間にあるヴィヴェルスタVivelstadという谷で生まれ、6歳頃Årkvislaに移り住んだ。ドランメン市のDrafn Sｋiclubを代表する選手だった。
ハウグが所属していたスキークラブでは1966年から彼の名を冠した記念レースを開催している(Thorleif Haugs Minneløp)。このレースはGeithus村からドランメン市まで走るが、途中Årkvislaにあるかつての自宅周辺を通るようにコースが設定されている。
1934年、肺炎のため40歳で死去。